# El silencio del cazador
El silencio del cazador  es una película de Argentina filmada en colores dirigida por Martín Desalvo sobre el guion de Francisco Javier Kosterlitz que se estrenó el 1 de abril de 2021 y que tuvo como actores principales a Alberto Ammann, Pablo Echarri y Mora Recalde.

## Sinopsis
Un guardaparque que patrulla el parque nacional ubicado dentro de la selva misionera  está casado con una comprometida médica rural que antes fue pareja de un antiguo colono Venneck. La aparición de un mítico jaguar divide a la pequeña comunidad en la que viven y provocará una escalada de violencia.

## Reparto
Participaron del filme los siguientes intérpretes:
- Alberto Ammann	...	Orlando Venneck
- Pablo Echarri	...	Ismael Guzmán
- Mora Recalde	...	Sara Voguel
- César Bordón
- Cristian Salguero
- Thiago Morinigo

## Comentarios
Marcelo Stiletano en La Nación escribió:

”… en el interior del monte misionero. Una escenografía natural poderosa, densa, intrincada, capaz de atrapar en el más profundo sentido del término a los dos personajes protagónicos…parecen esperar...el estallido ...El conflicto crece bajo otras reglas: la deforestación del monte, el abandono de las comunidades aborígenes, las desigualdades sociales, la búsqueda esquiva de un destino dentro o fuera del terruño. Son apuntes bien dosificados...excelente fotografía...un elenco de altísimo compromiso un retrato preciso de ese antagonismo irreductible. Menos atractiva resulta la descripción del costado de esa lucha ligado al aspecto afectivo...La presencia amenazante de un misterioso y elusivo animal le aporta otro elemento de interés a una historia cuyos protagonistas terminan comportándose como verdaderas fieras.

Ezequiel Boetti en Página 12  opinó:

”...una historia de enfrentamientos personales en el que se conjugan dos cosmovisiones opuestas… una cámara …que…en general no sigue sino que “replica” los movimientos de los personajes…genera una atmósfera opresiva y asfixiante que hace sentir el calor y la humedad desde el otro lado de la pantalla.… una película pensada desde la interacción de imágenes y sonidos con las líneas de diálogo, en la que sus temas se desprenden de las acciones y no al revés, en la que no hay personaje secundario sin relevancia en la trama...es cuestión de dejarse envolver por los tentáculos de un relato que muestra que los géneros clásicos, aunque a veces no lo parezca, gozan de buena salud en el cine argentino.”

## Premios y nominaciones
Festival de Cine de Gramado 2020
- Nicolás Trovato ganador del Premio a la Mejor Fotografía en la competencia de largometrajes latinos.

Festival de Málaga Cine en Español 2020
- Alberto Ammann y Pablo Echarri ganadores del Premio Biznaga de Plata al Mejor Actor.
- Paula Rupolo ganadora del Premio al Mejor Montaje.
- Nominada al Premio Biznaga de Oro a la Mejor Película Latinoamericana.

Festival de Cine Internacional de Santiago SANFIC 2020
- Alberto Ammann ganador del Premio al Mejor Actor en la Competencia internacional.
- Nominada al Premio del Gran Jurado en la competencia internacional.